# Бієсімас
Бієсіма́с (каз. Биесимас) — село у складі Аягозького району Абайської області Казахстану. Входить до складу Сариаркинського сільського округу.
Населення — 51 особа (2021; 93 у 2009, 144 у 1999, 333 у 1989).
Національний склад станом на 1989 рік:
- казахи — 100 %